# 黄楼
黄楼，位于今江苏省徐州市黄河南路，庆云桥东，故黄河公园内，坐落于故黄河南岸大堤上。为北宋苏轼所建，是徐州五大名楼之一。